# Ludwig Sieber

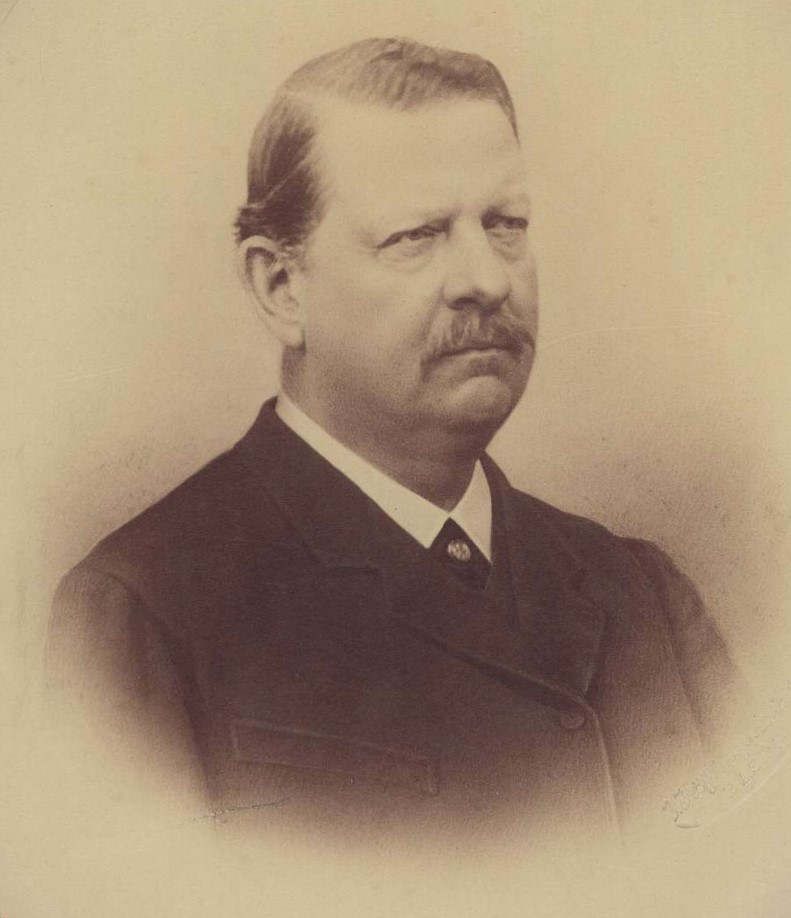
Ludwig Sieber, wohl 1885–1891

Ludwig Sieber (* 17. März 1833 in Aarau; † 21. Oktober 1891 in Basel) war ein Schweizer Bibliothekar.

## Leben
Nach dem frühen Tod von Siebers Vater zog die Mutter in ihre Heimatstadt Basel. Dort besuchte Ludwig Sieber die Schulen und studierte anschliessend in Basel, Göttingen und Berlin klassische und germanistische Philologie. 1855 kehrte er nach Basel zurück und wirkte dort als Lehrer am Realgymnasium, später am Humanistischen Gymnasium. Im Mai 1871 wurde er Oberbibliothekar an der Universitätsbibliothek. Einen vollamtlichen Bibliothekar gab es dort erst seit fünf Jahren. Siebers Vorgänger, Wilhelm Vischer, hatte das Amt aufgegeben, weil er sich als Historiker seiner Wissenschaft widmen wollte. Ludwig Sieber führte dessen Reorganisationen weiter und vollendete sie: Die bisher museal ausgerichtete Bibliothek (welcher auch die Bildergalerie und andere Sammlungen angeschlossen waren), wurde unter seiner Leitung zu einer der modernen Wissenschaft dienenden Institution. Er machte sie in Basel bekannt, bekam Schenkungen und erlangte vom Staat reichere Mittel, steigerte die Erwerbungen, knüpfte Tauschbeziehungen an, begann einen neuen, modernen Katalog, erleichterte und förderte die Benützung der Bestände und stand in Kontakt auch mit zahlreichen deutschen und französischen Kollegen. Er setzte es durch, dass für die Bibliothek ein Neubau beschlossen wurde, dessen Realisierung hat er allerdings nicht mehr erlebt.
Ludwig Siebers besonderes Interesse galt den reichen Beständen an Handschriften, Drucken und Briefen des 15. und 16. Jahrhunderts, der Blütezeit des Humanismus in Basel. Einige Dokumente aus dieser Zeit hat er selber publiziert, meist als Büchlein anlässlich einer festlichen Gelegenheit, manche Funde vermittelte er an andere Gelehrte, welche sie bekannt gemacht haben. Berühmt wurde der «Plan de Bâle», der früheste im Original erhaltene gedruckte Plan der Stadt Paris aus den 1550er Jahren, von welchem bis heute nur das eine Exemplar in Basel bekannt ist.
Ludwig Sieber war verheiratet und hatte zwei Kinder. Er war ein geselliger Mensch, ein massgebendes Mitglied der Historischen und antiquarischen Gesellschaft, wirkte in mehreren Behörden mit, war als Sänger aktiv und verfasste mehrere kleine Texte im Dialekt, welche er zwischen 1872 und 1875 «als Manuscript» auch drucken liess.

## Schriften (Auswahl)
- Wilhelm Wackernagel: Poetik, Rhetorik und Stilistik. Herausgegeben von Ludwig Sieber. Halle 1873.
- Jo. Bernoulli ad Jo. Jac. de Mairan epistola ex autographo Basileensi edita. Schwabe, Basel 1874.
- Thomas Murner und sein juristisches Kartenspiel, mit Beilagen. In: Beiträge zur vaterländischen Geschichte, herausgegeben von der Historischen und Antiquarischen Gesellschaft zu Basel. Band 10, 1875, S. 273–316.
- Bruckstücke einer Minnesängerhandschrift. In: Germania. Jg. 25, 1880, S. 72–80.
- Zwei neue Berichte über das Erdbeben. In: Beiträge zur vaterländischen Geschichte, herausgegeben von der Historischen und Antiquarischen Gesellschaft zu Basel. Band 12, 1886, S. 113–124.Jo. Fabricii Montani ad D. Conradum Pellicanum de Wilhelmo Thellio elegia. Schwabe, Basel 1886.
- G. Ficheti ad R. Gaguinum de Johanne Gutenberg epistola. Schwabe, Basel 1887.
- Informatorium bibliothecarii Carthusiensis fratris G. Carpentarii. Schwabe, Basel 1888.
- Inventarium über die Hinterlassenschaft des Erasmus vom 22. Juli 1536. Schwabe, Basel 1889.
- Das Testament des Erasmus vom 22. Januar 1527. Nach Amerbachs Copie herausgegeben. Schwabe, Basel 1889.
- Das Mobiliar des Erasmus. Verzeichnis vom 10. April 1534. Schwabe, Basel 1891.